# Úrsula Sánchez
Úrsula Patricia Sánchez García (Guadalajara, Jalisco, 15 de septiembre de 1987) es una deportista mexicana especializada en atletismo.

## Vida personal
Sánchez es miembro del Ejército Mexicano, donde tiene el rango de cabo auxiliar en Educación Física y Deporte. Es licenciada en educación física.

## Trayectoria
Sánchez obtuvo quinto lugar en la prueba de 5 000 metros y medalla de oro en la de 10 000 metros en los XXIII Juegos Centroamericanos y del Caribe. Igualmente rompió récord centroamericano con un tiempo de 33:41:48. En los Juegos Panamericanos Lima 2019 obtuvo medalla de oro en los 10 000 metros. Logró la marca necesaria para el maratón de Tokio 2020, el 20 de diciembre de 2020 en el Maratón de Arizona con un tiempo de 2:29:11. Formó parte de la delegación mexicana en los Juegos Olímpicos de Tokio 2020, compitiendo para la prueba del maratón, mismo que finalizó en el lugar 64.

## Palmarés
2018
- Juegos Centroamericanos y del Caribe 2018
  -  Oro en 10 000 metros y récord centroamericano

2019
- Juegos Panamericanos de 2019
  -  Oro en 10 000 metros

## Mejores marcas personales
| Mejores marcas personales                                                                             | Mejores marcas personales | Mejores marcas personales           | Mejores marcas personales |
| Distancia                                                                                             | Tiempo                    | Lugar                               | Fecha                     |
| --- | ------------------------- | ----------------------------------- | ------------------------- |
| 800                                                                                                   | 2:12.23                   | Guadalajara, México                 | 26 de enero de 2017       |
| 1 500                                                                                                 | 4:20.20                   | Long Beach, Estados Unidos          | 20 de abril de 2019       |
| 5 000                                                                                                 | 15:55.98                  | San Juan Capistrano, Estados Unidos | 5 de diciembre de 2020    |
| 10 km                                                                                                 | 33:44                     | Tijuana, México                     | 8 de septiembre de 2019   |
| Medio maratón                                                                                         | 1:10:19                   | Gdynia, Polonia                     | 17 de octubre de 2020     |
| Maratón                                                                                               | 2:29:11                   | Chandler, Estados Unidos            | 20 de diciembre de 2020   |
| Las competiciones en pista vienen indicadas en metros y las que son en ruta se indican en kilómetros. |                           |                                     |                           |